# Савинова, Екатерина Фёдоровна
Екатери́на Фёдоровна Са́винова (26 декабря 1926, с. Ельцовка, Сибирский край — 25 апреля 1970, Новосибирск) — советская киноактриса, заслуженная артистка РСФСР (1965). Супруга кинорежиссёра Евгения Ташкова и мать актёра Андрея Ташкова.
На протяжении своей недолгой жизни снялась в примерно трёх десятках кинофильмов. 
Её острохарактерное, комедийное дарование раскрылось в главной роли Фроси Бурлаковой в кинофильме «Приходите завтра…» (1963) и кухарки Матрёны в кинофильме «Женитьба Бальзаминова» (1964). На I Всесоюзном кинофестивале в Ленинграде (1964) фильм «Приходите завтра…» принёс Екатерине Савиновой приз «За лучшую женскую роль».
В числе других кинокартин с её участием значатся «Кубанские казаки» (1949); «Большая семья» (1954), лауреат Каннского кинофестиваля в номинации «Лучший актёрский ансамбль» за 1955 год); «Тень у пирса» (1955) и «В один прекрасный день» (1955), где она сыграла главные роли, и другие.

## Биография

### Происхождение
Екатерина Савинова родилась 26 декабря 1926 года в селе Ельцовке тогдашнего Сибирского (ныне — Алтайского) края в семье крестьянина-бедняка, была третьим ребёнком в семье.
По национальной принадлежности являлась русской. Её предки переселились в Сибирь из Пензенской губернии во времена Столыпинской реформы и обосновались в алтайском селе Ельцовка. Их постоянными соседями были также выходцы из Пензенской губернии Бурлаковы. У своей подруги Евдокии Петровны Бурлаковой (в замужестве Кулешовой) Екатерина в дальнейшем позаимствовала фамилию для своей героини из фильма «Приходите завтра…». Впоследствии Евдокия Кулешова вспоминала: «Ещё наши деды вместе приехали из голодной тогда Пензенской губернии в Сибирь на вольные просторы. Приглянулись им живописные места на берегу Чумыша. Вместе выбрали на жительство Ельцовку, вместе валили лес, по-соседски помогали друг другу обживаться на новом месте. Это было в 1910 году. Таушканов Григорий дал семье Савиновых избушку, там они и жили».
Мать актрисы, Мария Семёновна Маркина (1895—1946), была родом из Ельцовки. Ещё ребёнком она начала работать у купца Шацкого. Будучи неграмотной, была обучена чтению и письму детьми. Из батраков был и отец, Фёдор Яковлевич Савинов. Окончив 3 класса церковно-приходской школы, он, по тем временам, считался грамотным человеком. В 1930 году родители вступили в колхоз, и до 1943 года Фёдор Савинов работал счетоводом в колхозе «имени Чапаева» и «Прожекторе».

### Школьные годы
С 1934 по 1944 год Екатерина Савинова училась в Ельцовской средней школе. Учиться начала в семилетнем возрасте, хотя в школу в то время принимали с восьми. По воспоминаниям близких Екатерине людей, её матери удалось добиться, чтоб дочери позволили некоторое время посидеть в школе. Расчёт сводился на то, что она в последующем сама не пойдёт туда. Однако Екатерина Савинова продолжила учиться.
В школьные годы Екатерина Савинова активно участвовала в художественной самодеятельности учащихся, постоянно была членом драматического и хорового кружка. Как вспоминала Евдокия Бурлакова, «начиная со 2-го класса Катя уже была заводилой во всех делах: подбивала подруг устраивать концерты». По рассказу старшей сестры актрисы, Марии Фёдоровны Панченко: «В школе всё время была организатором самодеятельности… Катя очень много пела. Песни разучивала с граммофонных пластинок… Электричества в селе не было, поэтому все концерты и спектакли проходили при освещении керосиновых ламп. Почти все вечера проводила она в школе или в клубе: репетиции, спевки, разучивание новых песенок, арий из опер и оперетт. Она пела не только на концертах в школе и клубе, но часто по радио из районного радиоузла».
Трижды Савинова принимала участие в районных олимпиадах (1939, 1940 и 1944), получив премии. На состоявшемся в июне 1944 года в Барнауле краевом смотре художественной самодеятельности школ и детдомов, она получила отличную оценку жюри по художественному слову.

### Учёба в Москве
По воспоминанию Евдокии Бурлаковой:
После окончания школы… Катя твёрдо решила учиться на артистку. Время было трудное, военное. Мать Кати Мария Семёновна отговаривала её ехать в Москву, где жил старший брат Александр, повременить с учёбой, потому что не с чем было отправлять её, не во что было даже одеть. Но Катя чувствовала уверенность в своих силах и решила во что бы то ни стало добиться своей цели, убедив мать в правильности своего поступка. Тогда Мария Семёновна обменяла последнюю картошку у ссыльных литовцев (в то время их много жило в Ельцовке) на шерстяное платьице, голубенькое с белым воротничком, в котором Катя и приехала в Москву. И, наверное, не случайно в кинофильме «Приходите завтра…» есть фрагменты, где Катя говорит о мамином праздничном платье.
Приехав в Москву, девушка намеревалась подать документы во ВГИК, но опоздала и тогда решила поступать в Землеустроительный институт. Проучившись полгода в институте, Савинова вновь отправилась во ВГИК, когда туда начались экзамены. Однако вскоре после поступления она была отчислена руководителем курса, посчитавшим, что её призвание не кино, а театр. Тем не менее, в 1945 году Екатерине Савиновой удалось поступить во ВГИК, при поступлении её заметили педагоги О. И. Пыжова и Б. В. Бибиков, принявшие девушку в свою мастерскую.
В 1950 году Екатерина Савинова окончила ВГИК, получив диплом с отличием по специальности актёр кино с присвоением квалификации киноактриса. В составленной характеристике на студентку-выпускницу Екатерину Савинову, подписанной директором ВГИКа В. Н. Головнёй, секретарём партбюро П. Емельяновым и деканом актёрского факультета Г. А. Тавризяном, читаем: «Е. Савинова является молодой талантливой актрисой. Юмор, обаяние, неистощимая фантазия, поражающая правдивость и органичность поведения отличают её дарование. Савинова удачно справляется с бытовыми, лирическими и характерными ролями. Её способность перевоплощения свидетельствуют о её большом сценическом диапазоне. Самостоятельно решает серьёзные актёрские задачи. Необычайно работоспособна».

### Творческая карьера
Будучи студенткой, Екатерина Савинова появляется в роли Кати Сорокиной в фильме «Страницы жизни» (реж. Б. В. Барнет и А. В. Мачерет), снятом в 1948 году на Свердловской киностудии. Сам фильм в её творческой карточке, заполненной 3 марта 1962 года, не указан.
Её дебютной ролью именуется роль Любочки в комедии «Кубанские казаки» (реж. И. А. Пырьев), снятой в 1949 году на Мосфильме. В вышеупомянутой характеристике на студентку-выпускницу Савинову есть следующая запись: «Очень удачно снималась в роли Любочки в фильме „Кубанские казаки“».
Начиная с июля 1950 года, Екатерина Савинова была киноактрисой Центральной студии киноактёра. Несмотря на то, что после «Кубанских казаков» Савинова снималась каждый год, ей предлагали второстепенные, эпизодические роли. Так, в короткометражном стереофильме «В степи» (1950) она — комбайнер; в короткометражном фильме «Чук и Гек» (1953) — девушка-почтальон; в фильмах «Алёша Птицын вырабатывает характер» (1953) и «Баллада о солдате» (1959) — продавец мороженого и проводница соответственно. В этих и других кинокартинах, где актриса получила эпизодическую роль (например: «Композитор Глинка» (1952), «Вихри враждебные» (1953) и т. д.), её имя отсутствует в титрах. Кинофильм «Степные зори» (1953), где Савиновой досталась роль трактористки, был и вовсе не выпущен на экраны. Все перечисленные фильмы не указаны в её творческой карточке, заполненной 3 марта 1962 года.
В 1995 году вышел документальный фильм из авторского цикла «Чтобы помнили» актёра театра и кино, народного артиста России Л. А. Филатова, где последний говорил:
Я советовался с близкими людьми Екатерины Савиновой, и мы договорились не рассказывать какие-то истории из её жизни, потому что это потребовало называние каких-то фамилий ещё. …И всё-таки одну историю, не называя имён, не называя фамилий, постараюсь пересказать. Дело в том, что на одной из ранних своих картин к Екатерине Савиновой проявил чисто мужской интерес, причём очень активный, режиссёр картины, который по совместительству был ещё и высоким чиновником от искусства. …в общем, получил за это пощёчину. …Но прошло время и на этом, как бы, дело не закончилось. И этот режиссёр, теперь уже как сановник, продолжал принимать участие в судьбе Екатерины Савиновой. И с той поры, в какой бы основательной, серьёзной картине она ни была утверждена…, несмотря на охоту режиссёров её снимать, потому что все понимали масштаб её дарования — она не снималась в этих картинах. Постоянно поступал „высокий“ запрет, и Савинова снималась только в таких проходных, никчёмных, маленьких, неинтересных ролях.
Существует версия, что запретил её снимать кинорежиссёр И. А. Пырьев, у которого Савинова сыграла роль Любочки в «Кубанских казаках», и который возглавлял различные учреждения и организации, имевшие отношение к кинематографии. Якобы Савинова публично дала ему пощёчину, когда тот попытался приударить за ней. Ещё ходил слух, что к запрету был причастен некий чиновник, также положивший глаз на актрису.
Помимо многих эпизодических ролей, в 1955 году Екатерине Савиновой довелось получить главную роль в двух кинофильмах, снятых киностудиями Советской Украины. Она сыграла официантку Клаву Шубину в детективе «Тень у пирса» (реж. М. Б. Винярский) производства Одесской киностудии и девушку-дирижёра Катю Воропай в лирической комедии «В один прекрасный день» (реж. М. Я. Слуцкий) производства Киевской киностудии художественных фильмов. «Тень у пирса» стал лидером проката 1955 года, заняв 7-е место (29, 7 млн зрителей).
До этого, в 1954 году, на киностудии Ленфильм была снята драма «Большая семья» (реж. И. Е. Хейфиц), являющаяся экранизацией романа В. А. Кочетова «Журбины». В этой кинокартине Екатерина Савинова исполнила роль Дуняши Журбиной, супруги представителя третьего поколения семьи Кости Журбина (роль Б. В. Битюкова). На состоявшемся в следующем году VIII Международном кинофестивале в Каннах коллективу исполнителей присудили премию за лучшее актёрское исполнение.
После окончания ВГИКа Екатерина — единственная со всего курса — была приглашена работать во МХАТ, но, будучи уверенной, что её призвание — кино, она отказалась от этого предложения.
При этом крупных театральных ролей долгое время Савинова не получала. Так, например, она сыграла роль первой гостьи в спектакле «Бедность не порок» по одноимённой пьесе Александра Островского, и своей игрой в этой проходной роли заслужила уважение постановщика спектакля Алексея Дикого; Екатерина должна была играть одну из главных ролей (Кабаниха) в пьесе «Гроза», которая готовилась к постановке Алексеем Диким, однако спустя три месяца после начала репетиций спектакль был закрыт.

#### «Приходите завтра…»
В январе 1960 года состоялась премьера короткометражного фильма «Месть» (реж. И. И. Поплавская), где у Савиновой была эпизодическая роль горожанки (нет в титрах). Затем ролей у актрисы не было, пока её супруг не приступил к съёмкам кинокартины «Приходите завтра…», которую считал «своей наиболее удачной режиссёрской работой и, конечно, удивительной актёрской работой Екатерины Савиновой». Ей предстояло сыграть героиню кинофильма Фросю Бурлакову.
Пока Екатерина Савинова была без работы в кино, она училась в Институте имени Гнесиных и к началу съёмок кинокомедии уже была на последнем курсе института. Савинова имела большой диапазон (3,5 рабочих октавы) и в роли Фроси ей была предоставлена возможность продемонстрировать свои вокальные способности. В будущем сестра кинорежиссёра, Мария Ташкова, оставит следующие слова: «…жаль, что нет записей её пения, кроме как в кинофильме „Приходите завтра“». Между тем, одну песню («Ой, цветёт калина») Савинова вместе с К. С. Лучко («Любочка» и «Даша Шелест» по фильму) исполняли в комедии «Кубанские казаки», но зато в фильме «В один прекрасный день» вместо Савиновой («Катя Воропай» по фильму) пела певица Г. М. Великанова.
Сценарий для художественного кинофильма «Приходите завтра…» Евгений Ташков написал по биографии Екатерины Савиновой. Он выступил не только режиссёром и сценаристом кинокартины, но также озвучил героя фильма, скульптора Николая Васильевича (роль А. Д. Папанова) и снялся в эпизодической роли молодого человека в солнечных очках, слушающего как поёт из окна Фрося (нет в титрах). Сама Екатерина Савинова не только сыграла свою героиню Фросю Бурлакову, но и озвучила домработницу Марию Семёновну (роль Н. М. Животовой). Настоящему педагогу актрисы по ВГИКу, Б. В. Бибикову, была предложена роль профессора Александра Александровича Соколова.
Заместитель директора Государственного музея истории литературы, искусства и культуры Алтая по научной работе, Елена Огнева, в своей статье о Савиновой рассуждала: «На первый взгляд сюжет картины „Приходите завтра…“ прост. Фильмов с подобным сюжетом в истории кино много. Отчего же именно героиня Савиновой так полюбилась кинозрителям? Возможно оттого, что эта роль, как и весь фильм, — невыдуманная история, это экранное отображение собственных переживаний Е. Савиновой». Далее она писала, что кинокартина «Приходите завтра…»
показывает, как происходит осуществление дарования. Образ Фроси — это образ человека, которому дан талант. Осознавая и принимая этот дар, человек понимает, что этот талант не принадлежит ему одному. Он должен отдать полученный дар людям, порой жертвуя для этого личным счастьем. В роли Е. Савиновой эта философская мысль читается чётко и однозначно. Органичность, предельная искренность Е. Савиновой — Фроси Бурлаковой — обусловлены тем, что актриса играла в фильме саму себя. Она не играла, на съёмочной площадке она вновь проживала свою жизнь.
На прошедшем 31 июля — 8 августа 1964 года в Ленинграде I Всесоюзном кинофестивале, организованном по предложению И. А. Пырьева, роль Фроси Бурлаковой принесла Екатерине Савиновой приз «За лучшую женскую роль». Киновед и кинокритик А. Н. Медведев вспоминал:
Одним из событий этого фестиваля был триумф Кати Савиновой в фильме „Приходите завтра“ Евгения Ташкова. Триумф в окружении таких фильмов, как „Гамлет“, „Я шагаю по Москве“, „Родная кровь“. Это был успех не только означенный премией, это был всплеск зрительской любви и поклонения. Кончился фестиваль, и мы провожали знакомых. Уезжала и Катя Савинова, Ташков стоял рядом на перроне и мягко так улыбался, глядя на жену. А она была великолепна, что-то рассказывала, двигалась в ритме твиста, видно, этого требовал рассказ. Уезжала она чуть раньше мужа, потому что ожидались съёмки в Суздале, где снималась „Женитьба Бальзаминова“, в котором она сыграла вторую свою великолепную роль — Матрёны.
Указом Президиума Верховного Совета РСФСР от 26 ноября 1965 года Екатерине Савиновой было присвоено звание заслуженной артистки РСФСР за заслуги в области советского киноискусства.

### Болезнь
Когда проходили съёмки картины «Приходите завтра…», актриса стала чувствовать себя плохо. Причиной могло послужить парное коровье молоко. В одних СМИ сказано, что она его купила на московском рынке, в других — что пила на съёмках в Крыму. Ей диагностировали бруцеллёз. Болезнь дала осложнение на нервную систему, и Савинова ложилась в больницу по два раза в год. По воспоминанию сына Андрея: «мама всю оставшуюся жизнь принимала помногу таблеток несколько раз в день — их горсть не умещалась в ладони, подолгу лежала в клиниках».
После «Женитьбы Бальзаминова» Екатерина продолжала сниматься, но её вновь можно было встретить во второстепенных, эпизодических ролях. В лирической комедии «Дорога к морю» (1965) она — продавец книг; в комедии «Зигзаг удачи» (1968) — продавщица апельсинов; в мелодраме «Жажда над ручьём» (1968) — продавщица магазина Оля; в драме «Расплата» (1970) — Аннушка. Савинова пробовалась на роль Марфы в кинофильм «Одни» (1966), но на роль пригласили другую актрису, а судьба отснятого материала с участием Екатерины Савиновой остаётся неизвестной.
Актриса сильно переживала от того, что не могла себя реализовать в кино, и это привело к глубочайшей депрессии. По словам её современников, осложнения способствовали проявлению признаков, схожих с шизофренией. Одна из подруг Екатерины Савиновой, Ольга Гобзева, рассказывала про голоса, которые, по словам актрисы, нашептывали о том, что самоубийством ей надо спасти сына.

### Гибель
В 1970 году Екатерина Савинова уехала из Москвы в Новосибирск к своей сестре и там же 25 апреля бросилась под поезд на узловой станции города. Народная артистка СССР, актриса К. С. Лучко в своих мемуарах писала:
Через некоторое время она снова позвонила мне и сказала, что едет в Сибирь к своей сестре: очень соскучилась, — и что внутренний голос сказал ей, чтобы она попрощалась со мной и чтобы я простила её. Голос её звучал хрипло и тревожно. Это был последний наш разговор. У сестры она была весёлая, вспомнила своё детство. Но в то же время куда‑то уходила из дома. Потом уже люди говорили, что видели её на станции — она встречала московский поезд. В тот роковой день Катя вымыла пол, прибралась в квартире сестры, надела своё самое нарядное платье и ушла на станцию. Появился поезд. …Она спокойно пошла по рельсам навстречу этому поезду и… исчезла навсегда.
Сын Екатерины Савиновой, заслуженный артист России, актёр театра и кино Андрей Ташков, вспоминал:
Пока отец был на съёмках, мама незаметно для домработницы, которая за ней присматривала, выскользнула из дома и уехала в Новосибирск к сестре. Пробыла там месяц, писала оттуда письма. Она была, как рассказывала сестра, в ровном расположении духа. Но однажды утром встала, вымыла в доме полы, прибралась и ушла на вокзал. Там всё было кончено: она бросилась под поезд, не вынеся болезни. Первым, кто рассказал мне, как она погибла, был мой друг Гена. Он всё узнал от своих родителей-актёров. Мама написала мне прощальное письмо, которое я увидел позже.
Согласно объяснению врачей, это был один из шизофренических приступов, а не осознанное самоубийство.

## Личная жизнь
Екатерина Савинова вышла замуж за своего однокурсника по ВГИКу, будущего кинорежиссёра Е. И. Ташкова. В этом браке в 1957 году у неё родился сын Андрей, который также стал актёром. Когда Андрей Ташков в 2016 году побывал на родине своей матери, в селе Ельцовке Алтайского края, он рассказал следующее:
Когда мама ушла, мне было 13 лет. Многие годы перед гибелью она тяжело болела. Она почему-то считала, что может заразить меня и намеренно отстранялась. Позже я понял, что мама была права, болезнь, даже незаразная, способна передаться через энергетические каналы. Поэтому я плохо помню её, у меня нет какого-то сложившегося образа матери. Но я точно знаю — всё, что есть хорошего во мне, это от мамы.

## Деятели киноискусства о Екатерине Савиновой
- Талантливейшей актрисой назовёт Савинову народный артист СССР, актёр М. И. Пуговкин, который снимался с ней в кинокартине «В один прекрасный день»[58].
- Рассказывая о Екатерине Савиновой, народная артистка СССР, актриса К. С. Лучко в своих мемуарах писала: «И вот теперь, когда я думаю о Кате, я говорю себе: „Ну что же мы за люди?! Мы проходим мимо талантливых актёров, дарование которых не умещается в привычные рамки, говоря при этом, что актёры — это штучный товар. Катя могла бы сыграть множество ролей, у неё был редкий голос, но она была никому не нужна“»[59].
- По словам супруга Савиновой, также студента ВГИКа, кинорежиссёра Е. И. Ташкова: «Борис Владимирович Бибиков, профессор института, у которого училась Е. Савинова, сказал, что за всю жизнь видел много очень талантливых людей, но, пожалуй, только о двух людях он может сказать с такой определённостью, что только эти два человека беззаветно были преданы искусству, беззаветно любили его — Станиславский и Савинова»[60].
- Слова Б. В. Бибикова также пересказывал народный артист РСФСР, кинорежиссёр и актёр Н. С. Михалков. Помимо этого, Н. С. Михалков отзывался об актрисе следующим образом: «Екатерина Савинова, её талант и безграничная преданность профессии воплотили в себе лучшие традиции уникальной русской актёрской школы»[61].

## Память
Екатерина Савинова была похоронена на Клещихинском кладбище в Новосибирске.
Новосибирский депутат Сергей Бондаренко вспоминал:

Я поехал на Клещихинское кладбище, <…> после долгих поисков разыскал могилу (толком сказать, где именно она находится, никто не мог) и, подойдя к ней поближе, невольно остановился и замер. Ржавый металлический памятничек треугольной формы, холмик уже почти сровнялся с землёй, вокруг, действительно, низина. Но не эта печальная картина поразила меня, поразила фотография актрисы — удивительно светлая, добрая. И вспомнился невольно образ народной любимицы Фроси Бурлаковой, многое вспомнилось и о многом подумалось…— 

Могила Савиновой на Клещихинском кладбище Новосибирска

В 2006 году состоялась церемония перезахоронения останков актрисы в более престижной части кладбища за 77-м участком, также был возведён новый монумент. На церемонию приехали вдовец Савиновой режиссёр Евгений Ташков и её сын Андрей Ташков со своей женой артисткой Еленой Кореневой.
В 2011 году, в день 85-летия со дня рождения актрисы, по распоряжению губернатора Алтайского края А. Б. Карлина в её родном селе был открыт Мемориальный музей заслуженной артистки РСФСР Е. Ф. Савиновой, имеющий статус филиала Государственного музея истории литературы, искусства и культуры Алтая. Музей разместился в доме, ранее принадлежавшему семье Бурлаковых.
В честь Екатерины Савиновой названа улица в родном селе.

## Награды и звания
- Лауреат Каннского кинофестиваля 1955 года в номинации «Лучший актёрский ансамбль» за роль в фильме «Большая семья».
- Почётная грамота Министерства культуры Латвийской ССР (1963) — за активное участие в проведении недели литературы и искусства Украинской ССР в Советской Латвии[65].
- Почётная грамота Комитета по кинематографии при Совете Министров СССР и Центрального Комитета профессионального союза работников культуры — за долголетнюю плодотворную работу в системе кинематографии[66].
- Лауреат Всесоюзного кинофестиваля в номинации «Призы актёрам за 1964 год».
- Заслуженная артистка РСФСР (26 ноября 1965 года) — за заслуги в области советского киноискусства[49]

## Творчество

### Роли в театре
Театр-студии киноактёра
- «Там, где не было затемнения» — Наталья Гурьяновна
- «Бедность не порок» А. Н. Островского — первая гостья
- «Двадцать лет спустя» — Тоська
- Водевиль «Барская спесь, или Анютины глазки» Д. Т. Ленского.

### Фильмография
Ниже приведён перечень кинофильмов с участием Екатерины Савиновой:
| Год  |     | Название                           | Роль                                                                    |
| ---- | --- | ---------------------------------- | ----------------------------------------------------------------------- |
| 1948 | ф   | Страницы жизни                     | Катя Сорокина, подруга Нины (нет в титрах)                              |
| 1949 | ф   | Кубанские казаки                   | Любочка                                                                 |
| 1950 | кор | В степи                            | комбайнёр (нет в титрах)                                                |
| 1950 | кор | Лена                               | Лена                                                                    |
| 1951 | ф   | Занятый путь                       | Зинка                                                                   |
| 1951 | ф   | Сельский врач                      | Дуся Поспелова, сестра Ивана Денисовича                                 |
| 1952 | ф   | Композитор Глинка                  | девушка (нет в титрах)                                                  |
| 1953 | ф   | Вихри враждебные                   | эпизодическая роль (нет в титрах)                                       |
| 1953 | ф   | Степные зори                       | трактористка                                                            |
| 1953 | ф   | Алёша Птицын вырабатывает характер | продавец мороженого (нет в титрах)                                      |
| 1953 | ф   | Таинственная находка               | Екатерина Сергеевна Сотникова, учительница истории                      |
| 1953 | ф   | Нахлебник                          | эпизодическая роль                                                      |
| 1953 | кор | Чук и Гек                          | девушка-почтальон (нет в титрах)                                        |
| 1954 | ф   | Дети партизана                     | Ольга Васильевна, старуха                                               |
| 1954 | ф   | Большая семья                      | Дуняша Журбина, жена Кости                                              |
| 1955 | ф   | Тень у пирса                       | Клава Шубина                                                            |
| 1955 | ф   | В один прекрасный день             | Катя Воропай, девушка-дирижёр                                           |
| 1956 | ф   | Медовый месяц                      | Зоя Владимировна, секретарь комсомольской организации сибирской стройки |
| 1958 | ф   | Счастье надо беречь                | Клава (нет в титрах)                                                    |
| 1958 | ф   | Человек с планеты Земля            | нищая старица                                                           |
| 1959 | ф   | Баллада о солдате                  | проводница (нет в титрах)                                               |
| 1959 | ф   | Косолапый друг                     | Тамара, ассистентка дрессировщика медведей Леснова                      |
| 1960 | ф   | Колыбельная                        | Ольга                                                                   |
| 1960 | кор | Месть                              | горожанка (нет в титрах)                                                |
| 1963 | ф   | Приходите завтра…                  | Фрося Бурлакова                                                         |
| 1964 | ф   | Ко мне, Мухтар!                    | кладовщица Верочка                                                      |
| 1964 | ф   | Женитьба Бальзаминова              | кухарка Матрёна                                                         |
| 1965 | ф   | Дорога к морю                      | продавец книг                                                           |
| 1968 | ф   | Жажда над ручьём                   | Оля, жена Ивана, продавщица магазина                                    |
| 1968 | ф   | Зигзаг удачи                       | продавщица апельсинов                                                   |
| 1969 | ф   | Главный свидетель                  | женщина в зале суда (нет в титрах)                                      |
| 1970 | ф   | Расплата                           | Аннушка, соседка Платовых                                               |

### Дубляж
1. 1962 — О тех, кто украл Луну — мать близнецов (роль Хелены Гроссувны)
2. 1963 — Приходите завтра… — домработница Мария Семёновна (роль Надежды Животовой)
3. 1964 — Невесты-вдовы — медсестра

### Вокал
- 1949 — Кубанские казаки

1. песня «Ой, цветёт калина» (с Кларой Лучко и Клавдией Хабаровой)
2. песня «Каким ты был, таким остался» (с Мариной Ладыниной и Кларой Лучко)

- 1963 — Приходите завтра…

1. серенада Франца Шуберта
2. ария Розины Дж. Россини
3. «Вдоль по Питерской» (русская народная песня)

## Архивные кадры
- 1995 — Екатерина Савинова (из цикла передач телеканала ОРТ «Чтобы помнили») (документальный)
- 1998 — Екатерина Савинова (из цикла передач телеканала АСТ «Кумиры экрана») (документальный)
- 2006 — Екатерина Савинова (из цикла передач телеканала ДТВ «Как уходили кумиры») (документальный)
- 2007 — Трагедия Фроси Бурлаковой (документальный)
- 2013 — Истина где-то рядом. Оттепель. Часть 2. Тайна Фроси Бурлаковой
- 2014 — Екатерина Савинова (из цикла передач телеканала ТВ Центр «Частная история») (документальный)
- 2016 — Екатерина Савинова. Шаг в бездну
- 2016 — Екатерина Савинова (из цикла передач телеканала Россия К «Острова») (документальный)
- 2019 —  Екатерина Савинова(из цикла передач телеканала Москва Доверие «Раскрываем тайны звёзд») (документальный)
- 2021—  Екатерина Савинова (из цикла передач телеканала «Звезда» «Последний день»)

### Комментарии
1. ↑  В личном листке по учёту кадров, в графе социальное происхождение указано, что она «из крестьян»[3]; практически то же самое читаем в характеристике «на студентку-выпускницу Актёрского факультета Савинову Екатерину Фёдоровну», где сказано: «из семьи крестьян»[4]; в своей же автобиографии Екатерина Савинова пишет, что родилась «в семье крестьянина-бедняка»[5]. В данной статье предпочтение отдаётся сведениям из её автобиографии, поскольку под «бедняком» может подразумеваться категория крестьян, существовавшая в прошлом наряду с середняками и кулаками.